# Patrice Martin (sportif)
Pour les articles homonymes, voir Martin.
Patrice Martin, né le 24 mai 1964 à Nantes, est un skieur nautique et dirigeant du sport français.
Champion d'Europe à 14 ans et champion du monde à 15 ans en « Open », la catégorie la plus prestigieuse, il possède l'un des plus beaux palmarès du sport français avec 12 titres de champion du monde, 34 titres de champion d'Europe, 6 médailles d'or aux Jeux mondiaux (World Games) et 26 records du monde.
Il occupe depuis mars 2009 le poste de président de la Fédération française de ski nautique et de wakeboard (FFSNW).
Il est aussi élu au conseil d'administration du Comité national olympique et sportif français depuis 2009, instance dont il devient membre du bureau exécutif en tant que vice-président chargé des médias entre 2017 et 2021 avec notamment, la responsabilité de la chaîne Sport en France.
Membre du board de la Confédération européenne de ski nautique et de wakeboard (IWWF Europe) depuis 2012, il en est élu vice-président délégué en 2017 puis président en 2020.
Depuis 2020, il est membre permanent du board de la Fédération internationale de ski nautique et de wakeboard (IWWF).
Il siège également au conseil d'administration de l'Agence nationale du sport depuis 2021 comme représentant des fédérations non-olympiques.

## Biographie

### Carrière sportive
C'est par l'intermédiaire de son père, Joël, qu'il découvre le ski nautique, dont il commence la pratique à quatre ans.
À 10 ans, il remporte sa première compétition internationale en Espagne.
En 1974, il remporte un premier titre de champion d'Europe, en figures à Temple-sur-Lot. 
Il a dédié cette victoire à son idole de toujours Pierre Fradin, qui reste à ce jour le seul champion Olympique de ce sport lors des Jeux Olympiques de Munich en 1972.
C'est dans cette dernière discipline qu'il se fait tout d'abord connaître. Il y remporte quatre titres mondiaux (le titre est décerné tous les deux ans), et trois médailles d'argent. Son principal adversaire sur la discipline pour occuper la première place au classement mondial est l'Américain Cory Pickos.
Il progresse ensuite dans les autres disciplines, en particulier sur le slalom, dont il obtient une médaille d'argent et une médaille de bronze mondiale, ce qui lui permet de rivaliser pour la première place du classement mondial au Combiné.
Il remporte ainsi son premier titre dans cette discipline en 1989, pour une série ininterrompue de six titres mondiaux jusqu'en 1999.
De 1991 à 1999, il est no 1 du classement mondial IWWF de manière ininterrompue puis en 2000 et durant la saison 2001-2002.
Aux Jeux mondiaux, il remporte 6 médailles d'or (5 en Figures en 1981, 1985, 1989, 1993 et 2001 et 1 en slalom en 1989) une médaille d'argent en saut en 1993 et une médaille de bronze en slalom en 1985.
Il prend sa retraite sportive en septembre 2001.
En 2008, il participe en Italie à la finale du Senior Tour, compétition regroupant d'anciens champions. Lors d'une chute en slalom, son bras reste accroché à la corde. Il se blesse alors très gravement au bras et à la main. Sans sa musculature, il aurait perdu son bras. Après de multiples opérations, il a récupéré à 90 % l'usage de son bras et de sa main.

### Carrière de dirigeant
En parallèle de sa carrière de sportif, il entame une carrière au sein des instances de son sport.
De 1985 à 2001, il est membre du conseil d'administration de la Fédération française de ski nautique et de wakeboard.
En 1998, il devient président de la Ligue de Bretagne de ski nautique.
En mars 2009, il devient président de la Fédération française de ski nautique et de wakeboard
En mai 2009, il est élu au conseil d'administration du Comité national olympique et sportif français.
En 2013, il est réélu pour un second mandat de 4 ans à la tête de la FFSNW et est également réélu au conseil d'administration du CNOSF.
En janvier 2017, à l'occasion du Congrès électif de la Confédération européenne de ski nautique et de wakeboard (IWWF Europe), il est élu vice-président délégué de l'instance pour la période 2017 - 2020.
En mars 2017, il est reconduit à la tête de la FFSNW pour un troisième mandat et dans la foulée réélu au sein du conseil d'administration du CNOSF, instance dont il intègre le bureau exécutif comme vice-président chargé des médias avec entre autres, la responsabilité de la chaîne "Sport en France".
En mars 2020, il devient président de la Confédération européenne de ski nautique et de wakeboard et intègre par la même occasion de façon permanente le board de la Fédération internationale (IWWF)
Le 17 novembre 2020, il annonce sa candidature à la présidence du CNOSF pour la période 2021-2025 avec un programme intitulé Ensemble pour le sport.
En décembre 2020, il est réélu président de la FFSNW pour un quatrième mandat.
À l'issue des élections du CNOSF en juin 2021, Patrice Martin est reconduit membre du Conseil d'administration de l'instance et est nommé administrateur de l'Agence nationale du sport comme représentant des fédérations non-olympiques jusqu'en 2025.
Le 25 juin 2022, Patrice Martin est élu secrétaire général de la Fédération française des sports de glace (FFSG), à la suite de l'élection de Gwenaëlle Gigarel-Noury à la présidence de la FFSG.
Le 26 octobre 2022, à la suite d'un vote du conseil fédéral de la FFSG, présidé par Ludovic Le Guennec, Patrice Martin est démis de ses fonctions de secrétaire général de la FFSG.
Il avait dénoncé, le 22 octobre 2022, le fonctionnement de la fédération, avec Loris Bertrand, trésorier général de la FFSG, via un courrier adressé au conseil fédéral.

### Carrière professionnelle
En parallèle de sa carrière sportive, Patrice Martin commence sa carrière professionnelle au sein de la Banque de France qu'il intègre en 1983 comme agent administratif et comptable.
En 2003, il rejoint le conseil régional des Pays de la Loire comme responsable des grands événements et du suivi des athlètes de haut-niveau
En 2007, il intègre le groupe Synergie comme responsable des relations publiques.

## Palmarès

### Championnats du monde de ski nautique
| Épreuve / Édition          | Figure            | Slalom             | Combiné       | Équipes       |
| Toronto 1979               | Médaille d'or     |                    |               |               |
| Londres 1981               | Médaille d'argent |                    |               |               |
| Toulouse 1985              | Médaille d'or     |                    |               |               |
| Londres 1987               | Médaille d'or     |                    |               |               |
| West Palm Beach 1989       | Médaille d'argent |                    | Médaille d'or |               |
| Villach 1991               | Médaille d'or     |                    | Médaille d'or |               |
| Singapour 1993             | Médaille d'argent | Médaille d'argent  | Médaille d'or |               |
| Roquebrune-sur-Argens 1995 |                   |                    | Médaille d'or | Médaille d'or |
| Medellin 1997              |                   | Médaille de bronze | Médaille d'or | Médaille d'or |
| Milan 1999                 |                   |                    | Médaille d'or |               |

### Jeux mondiaux
- Berkeley 1981 :  figures.
- Londres 1985 :  figures,  slalom.
- Karlsruhe 1989 :  figures  slalom.
- La Haye 1993 :  figures,  en saut.
- Akita 2001 :  figures

### Championnats d'Europe de ski nautique
| Épreuve / Édition | Figure                    | Slalom                     | Saut                      | Combiné                    | Équipes               |
| 1978              | Médaille d'or, Europe     |                            |                           |                            |                       |
| 1979              | Médaille d'or, Europe     |                            |                           |                            |                       |
| 1980              | Médaille d'or, Europe     |                            |                           |                            |                       |
| 1981              | Médaille d'or, Europe     |                            |                           |                            |                       |
| 1982              | Médaille d'or, Europe     |                            |                           |                            |                       |
| 1983              |                           |                            |                           |                            |                       |
| 1984              | Médaille d'or, Europe     |                            |                           | Médaille d'or, Europe      |                       |
| 1985              | Médaille d'or, Europe     | Médaille d'or, Europe      |                           | Médaille d'or, Europe      |                       |
| 1986              | Médaille d'argent, Europe |                            |                           |                            |                       |
| 1987              | Médaille d'or, Europe     | Médaille de bronze, Europe |                           | Médaille de bronze, Europe | Médaille d'or, Europe |
| 1988              |                           |                            |                           | Médaille d'argent, Europe  |                       |
| 1989              | Médaille d'or, Europe     | Médaille de bronze, Europe |                           | Médaille d'argent, Europe  |                       |
| 1990              | Médaille d'argent, Europe |                            |                           | Médaille de bronze, Europe |                       |
| 1991              |                           |                            |                           |                            |                       |
| 1992              | Médaille d'or, Europe     |                            |                           | Médaille d'or, Europe      |                       |
| 1993              | Médaille d'argent, Europe | Médaille d'or, Europe      |                           | Médaille d'or, Europe      |                       |
| 1994              | Médaille d'or, Europe     | Médaille d'or, Europe      | Médaille d'argent, Europe | Médaille d'or, Europe      | Médaille d'or, Europe |
| 1995              |                           |                            |                           |                            |                       |
| 1996              | Médaille d'or, Europe     | Médaille d'or, Europe      |                           | Médaille d'or, Europe      | Médaille d'or, Europe |
| 1997              | Médaille d'argent, Europe | Médaille d'or, Europe      |                           | Médaille d'or, Europe      | Médaille d'or, Europe |
| 1998              |                           |                            |                           |                            |                       |
| 1999              | Médaille d'or, Europe     | Médaille d'or, Europe      |                           | Médaille d'or, Europe      | Médaille d'or, Europe |
| 2000              |                           | Médaille de bronze, Europe |                           |                            |                       |
| 2001              | Médaille d'or, Europe     |                            |                           | Médaille d'or, Europe      |                       |

## Distinctions
- Chevalier de la Légion d'honneur
- Chevalier de l'ordre national du Mérite[11].
- Médaille d'or de la Renaissance française (15 mai 2019)[12]
- Médaille de la jeunesse, des sports et de l'engagement associatif, or
- Membre de l'IWWF Hall of Fame[13].

## Jeu vidéo
Patrice Martin a parrainé un jeu vidéo intitulé Les Dieux de la mer réalisé par Infogrames en 1987 sur Amstrad CPC, Atari ST et sur des ordinateurs de la gamme MOTO de Thomson,,.